# Малфрида (княгиня)
Малфрида (умерла в 1000) — четвёртая жена Великого князя Киевского Владимира Святославича.

## Биография
В «Повести временных лет» Нестор упоминает в качестве одной из жён Владимира Святославича «чехиню». Вероятно, она происходила из белых хорватов. Русский историк В. Н. Татищев называет её именем «Малфрида», однако источники данного утверждения неизвестны.
После крещения Владимира и его свадьбы на Анне Византийской в 989 году вместе с сыном была отправлена  в Туров (по другим данным — Овруч). Умерла Малфрида в 1000 году.